# Peter Petrelli
Peter Petrelli is een personage uit de televisieserie Heroes, gespeeld door Milo Ventimiglia. Hij heeft de kracht om de krachten van andere personages na te bootsen.

## Geschiedenis personage

### Eerste seizoen
In de eerste aflevering is Peter Petrelli een verzorger in New York. Hij is gevoelig en meelevend, en wordt omschreven als een "dromer". Peter heeft een complexe relatie met zijn broer Nathan. De verschillen tussen Peter en Nathan worden duidelijk als hun moeder wordt opgepakt: Nathan doet zijn best het geheim te houden voor de pers, terwijl Peter zich om zijn moeder bekommert.
Peter besluit te stoppen met zijn baan als verzorger omdat hij meer mensen wil helpen, en niet een voor een. Hij vertelt Simone dat hij van haar houdt en ze delen die nacht het bed.
In de metro wordt hij bezocht door Hiro Nakamura, die uit de toekomst komt en de tijd bevriest om hem een belangrijke boodschap te geven. "Red de cheerleader, red de wereld". Hij zegt ook dat hij Isaac Mendez moet bezoeken.
Bij Isaac ziet hij de schilderijen van de cheerleader, (Claire Bennet). Er is een schilderij nog niet af, maar door de krachten van Isaac na te bootsen kan Peter het schilderij afmaken. Hij gaat naar het feest op de school waar de cheerleader zal worden gedood door Sylar. Hij beschermt Claire en valt samen met Sylar van het dak af. Sylar is zwaargewond maar Peter lijkt dood te zijn. Door de kracht van Claire na te bootsen weet hij te overleven.
Peter krijgt een visioen uit de toekomst, hij ziet dat hij gaat ontploffen. Hij vertelt het aan zijn broer en valt weer bewusteloos. In zijn coma ziet hij een nieuw gezicht, dat van Claude. Als hij uit zijn coma ontwaakt wil hij naar Nevada, om daar "veilig te ontploffen". Als hij buiten is ziet hij een man portemonnees en mobiele telefoons stelen. Hij gaat achter hem aan maar de man zegt dat hij onzichtbaar is en dat Peter hem met rust moet laten.
Peter blijft Claude volgen en uiteindelijk stemt hij toe om Peter te trainen. Hij wordt getraind om zijn krachten altijd te kunnen gebruiken, en niet alleen als andere mensen met die kracht in zijn buurt zijn.

### Alternatieve toekomst
In de alternatieve toekomst van "Five Years Gone", wordt onthuld dat Peter de bom was die New York vernietigde. De rest van de wereld denkt dat het Sylar was omdat Nathan hem als zondebok heeft geportretteerd om zijn broer te beschermen. In deze toekomst leeft Peter in Las Vegas met zijn vriendin Niki Sanders. Hij heeft een duidelijk litteteken over zijn gezicht, het wordt echter niet duidelijk hoe hij hieraan is gekomen. Als hij Ando en "future Hiro" van Matt Parkman redt stopt hij de tijd en teleporteert hij hen beiden weg. Hij heeft nog meer krachten gekregen, zoals pyrokinesis, onmenselijke kracht en snelheid.

## Krachten
Peter heeft de kracht om de krachten van andere na te bootsen. Dit doet hij vaak niet bewust, op het moment dat hij in de buurt komt van andere krijgt hij automatisch hun krachten.
| Kracht                     | Persoon         | Aflevering waarin hij de kracht krijgt | Notitie |
| -------------------------- | --------------- | -------------------------------------- | --- |
| Vliegen                    | Nathan Petrelli | "Genesis"                              | Peter dacht eerst dat dit zijn eigen kracht was.                                                                  |
| Toekomst zien              | Isaac Mendez    | "Don't Look Back"                      | Terwijl Isaac deze kracht niet kon gebruiken zonder heroïne, kon Peter dit wel.                                   |
| Tijdreizen en teleporteren | Hiro Nakamura   | "Collision"                            | Peter heeft tot nu to alleen deze kracht gebruikt om de tijd te bevriezen.                                        |
| Helen                      | Claire Bennet   | "Homecoming"                           | |
| Telekinesis                | Sylar           | "Homecoming"                           | Dit is de enige kracht van Sylar die Peter tot nu toe heeft gebruikt.                                             |
| Gedachten lezen            | Matt Parkman    | "Fallout"                              | Deze kracht heeft bij-effecten, Peter heeft moeite hem te controleren als er veel mensen zijn.                    |
| Onzichtbaarheid            | Claude          | "Godsend"                              | Zoals te zien is in de aflevering "Landslide" kan Peter ook andere mensen onzichtbaar maken door ze aan te raken. |
| Radioactiviteit            | Ted Sprague     | "The Hard Part"                        | Peter heeft geen controle over deze kracht, waardoor hij explodeert.                                              |
| Elektrokinese              | Elle Bishop     |                                        | Hij krijgt deze kracht als hij bij Elle in de buurt is                                                            |
| Onmenselijke kracht        | Niki Sanders    | "How to Stop an Exploding Man"         | Hij krijgt deze kracht wanneer hij in de buurt van Niki is en gebruikt het om Sylar te verwonden.                 |